# Rudolf Hischmann
Rudolf Hischmann (* 8. Juni 1889; † 4. Dezember 1960) war ein deutscher Kommunalpolitiker und ehrenamtlicher Landrat (CDU).

## Leben und Beruf
Hischmann war Fabrikant. Er war verheiratet und hatte ein Kind.
Mitglied des Kreistages des Landkreises Beckum war er von 1948 bis zu seinem Tod am 4. Dezember 1960. Vom 14. Juni 1958 bis zum 4. Dezember 1960 war Hischmann Landrat des Kreises. Von 1928 bis 1960 war er Ratsmitglied in Ennigerloh und von 1948 bis 1960 Bürgermeister. Ferner gehörte er verschiedenen Gremien des Landkreistages NRW an.

## Sonstiges
Am 24. Juni 1959 wurde Hischmann das Bundesverdienstkreuz I. Klasse verliehen. Er war Ehrenbürger der Gemeinde Ennigerloh.